# Васильев, Максим Юрьевич
Макси́м Ю́рьевич Васи́льев (2 сентября 1974, Белгород, СССР) — советский и российский футболист, полузащитник и защитник, футбольный тренер.

## Карьера

### Клубная
Воспитанник белгородского футбола. В 16-летнем возрасте перешёл в «Ростсельмаш», за его основной состав сыграл только один матч — в последнем туре первой лиги СССР 8 ноября 1991 года против петербургского «Зенита» (0:6).
В 1992 году вернулся в Белгород, провёл три сезона в местном клубе, носившем названия «Энергомаш» и «Салют». В 1995 году выступал в дубле московского «Динамо», в 1996 году — в тульском «Арсенале». В 1997 году на один сезон вернулся в «Салют» и стал лучшим бомбардиром клуба в сезоне с 14 голами. Затем выступал за воронежский «Факел», «Локомотив» (Лиски) и липецкий «Металлург».
С 2001 года до конца игровой карьеры снова выступал за белгородский «Салют». Становился победителем зонального турнира второго дивизиона (2005). В последние годы карьеры играл на позиции защитника, в 2005 году был признан лучшим защитником своего клуба. В общей сложности провёл в команде 13 сезонов, сыграл в её составе в первенствах России 300 матчей и забил 37 голов. Всего в профессиональном футболе сыграл более 420 матчей, в том числе 130 — в первом дивизионе.

### Тренерская
После завершения игровой карьеры работал в тренерском штабе «Салюта». С марта 2011 по июнь 2012 года — главный тренер команды, привёл её к победе в зональном турнире второго дивизиона сезона 2011/12. В августе 2013 года снова исполнял обязанности главного тренера. Всего под его руководством команда провела 43 матча. Позднее также работал в штабе вновь основанного белгородского клуба «Энергомаш».

## Достижения
- Победитель Второго дивизиона (2): 1993 (2-я зона), 2005 (зона «Центр»)
- Серебряный призёр зоны «Центр» Второго дивизиона: 2001
- Бронзовый призёр зоны «Центр» Второго дивизиона (3): 1997, 2002, 2003

## Личная жизнь
Отец Юрий Васильев (1949—2014) также был футболистом, лучший бомбардир в истории «Салюта».